# Ya Ya
Ya Ya ist ein Lied von Lee Dorsey, das erstmals im Jahr 1961 veröffentlicht wurde. Es ist im Wesentlichen dem Genre des Rhythm & Blues zuzuordnen, enthält aber auch Elemente des Soul.

## Urheberschaft und Aufnahme
Geschrieben wurde Ya Ya von Lee Dorsey, Clarence Lewis und Morgan „Bobby“ Robinson. Der Text, so Robinson, sei von einem Kinderreim inspiriert: Er habe schaukelnde Kinder auf einer Veranda beobachtet und dabei die Zeile „Sittin’ in the la la“ aufgeschnappt. Daraus wurde dann „I’m sitting here la la waiting for my Ya Ya“.
An der Aufnahme des Songs waren beteiligt: 
- Lee Dorsey (Gesang)
- Allen Toussaint (Klavier)
- Alvin “Red” Tyler (Saxofon)

Produzent war Allen Toussaint, Arrangeur war Harold Battiste.

## Veröffentlichungen
Morgan „Bobby“ Robinson veröffentlichte Ya Ya im Jahr 1961 auf seinem Label Fury als Single (B-Seite: Give Me You). In den folgenden Jahren wurde der Song von mehreren Labels wiederveröffentlicht, meist auf Kompilationen.

## Charts und Rezeption
Ya Ya erreichte in den Billboard-Single-Charts als höchste Position Platz 7; in den Rhythm-&-Blues-Charts schaffte der Song es bis an die Spitze – Platz 1.
In der Musikdatenbank Allmusic ist über den Song zu lesen: „Was Ya Ya zu einer großartigen Platte macht, ist nicht der Text, sondern Dorseys geschmeidige Stimme, seine spielerische Phrasierung und die brillante Begleitung von Allen Toussaint und Alvin ‚Red‘ Tyler.“ 

## Coverversionen und Soundtracks
Ya Ya wurde mehrfach gecovert, unter anderem von diesen Musikern: 
- Goran Bregović
- Ike & Tina Turner
- Joey Dee & the Starliters
- John Lennon
- Lazy Lester
- Petula Clark
- Rufus Thomas
- Steve Miller
- Tony Sheridan and the Beat Brothers
- Trini Lopez
- Trio

Als Tony Sheridan und die Beat Brothers ihre Version von Ya Ya einspielten, war kein Beatle beteiligt – aber John Lennon scheint den Song sehr gemocht zu haben, er coverte ihn für gleich zwei seiner Soloalben: Walls and Bridges schließt mit einem Ausschnitt des Songs, bei dem Lennons damals elfjähriger Sohn Julian am Schlagzeug zu hören ist. Und auf Rock ’n’ Roll ist Ya Ya in voller Länge zu hören; wurde zudem als Single ausgekoppelt (B-Seite: Be-Bop-A-Lula).
Ya Ya ist als Original- beziehungsweise Coverversion auf mehreren Soundtracks zu hören: 
- American Graffiti
- Meine Braut, ihr Vater und ich
- Underground
- The Wanderers

### Musikbeispiele
- Lee Dorsey: Ya Ya auf YouTube
- Ike & Tina Turner: Ya Ya auf YouTube
- Trio: Ya Ya auf YouTube